# Vegas Pro
Vegas Pro is een videobewerkingsprogramma voor Windows 7 en hoger ontwikkeld door Magix. Oorspronkelijk was het programma bedoeld voor het monteren van geluid, en dat is nog steeds te zien in het programma, het bevat namelijk een groot scala aan geluidsbewerkingsopties. Het programma bevat verder een ongelimiteerd aantal sporen voor allerlei bestanden, veel complexe video-effecten, 24 bit-/192kHZ-geluidsondersteuning, VST- en DirectX-ondersteuning, en men kan met het programma Dolby Digital-geluid genereren.
Sinds versie 12 wordt er ook stereoscopische film en blu-ray ondersteund.
Het programma is sinds versie 14 overgenomen door MAGIX en is sindsdien geen Sony Vegas, maar VEGAS Pro.
De feitelijke versie beschikt over twee modules. Het videobewerkingsprogramma en DVD Architect, een dvd-bewerkingsprogramma.
Dit videobewerkingsprogramma haalde veel sympathie omdat het stabiel bleef werken op MS Windowsmachines.  
In de loop van de jaren dat het programma is ontwikkeld zijn er meerdere versies op de markt gekomen, met ieder een eigen doelgroep. De consumentenversie van het programma heeft dezelfde interface en onderliggende code als de professionele versie, maar beschikt niet over een aantal professionele opties zoals het bewerkingen van 24p-video en geavanceerde compositiemogelijkheden. Er zijn ook softwarepakketten verkrijgbaar waarbij andere software zit, waarmee bijvoorbeeld dvd's gebrand kunnen worden.
Op 20 september 2016 werd VEGAS Pro 365 gelanceerd. Het is in tegenstelling tot alle andere versies een abonnement en heeft het een extra functie genaamd: trainingen.